# Sopcast
SopCast是一套基於P2P通訊協定的網路電視軟體。它可以在許多平台上執行，包括微軟Windows平台、Linux平台、Android平台、Mac平台。SopCast目前为免费软件。SopCast同时提供节目录制功能。
SopCast支持多国语言，目前Windows最新版本为4.2.0。

## 外部連結
- 官方網站